# リチャード・ヘンリー・デイナ

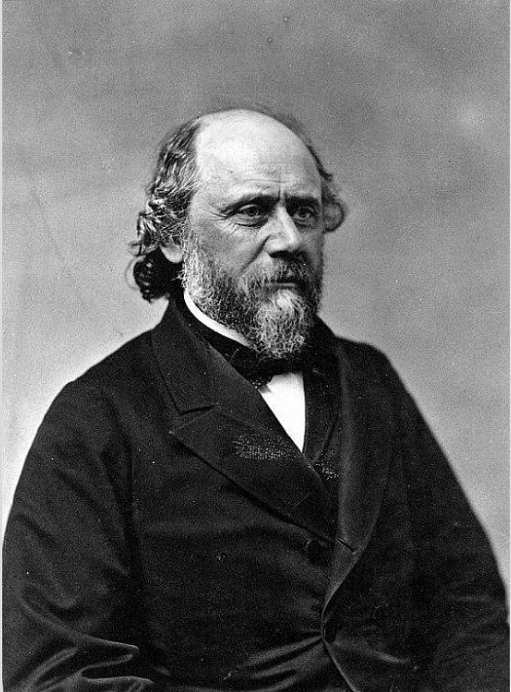
リチャード・ヘンリー・デイナ

リチャード・ヘンリー・デイナ（Richard Henry Dana, 1815年8月1日 - 1882年1月6日）は、アメリカ合衆国の法律家、政治家。『帆船航海記（Two Years Before the Mast）』の著者。

## 生い立ちと初期の経歴
1815年8月1日、デイナはマサチューセッツ州ケンブリッジの名家に生まれた。デイナは1831年にハーバード大学に入学したが、1834年に麻疹の後遺症で目に障害を負い、大学を退学した。

## 帆船航海記
大学退学後、デイナは平水夫となり、ホーン岬廻りでアルタ・カリフォルニアを目指した。当初はヨーロッパでグランドツアーをする意向を持っていたが、視力障害により断念した。デイナは1834年8月にブリッグ型帆船の貨物船ピルグリム号（Pilgrim）でボストンを出航した。カリフォルニアに到着した後は、モントレー、サンペドロ （San Pedro）、サンファンカピストラーノ（San Juan Capistrano）、サンディエゴ、サンタバーバラ、サンタクララなどの入植地やサンフランシスコを訪れた。デイナはカリフォルニアで2年を過ごした後、インド貿易船アラート号の甲板員としてマサチューセッツに帰郷した。デイナは再びホーン岬廻りで航海し、1836年9月にボストンに到着した。
2年の旅路の間、デイナは日記をつけていた。デイナは帰郷後、旅行中の体験を基に回想録『帆船航海記』を執筆し、1840年に発表した。この本の中でデイナは、水夫の重労働や体罰の様子を描き、このような待遇は改善されなければならないと述べた。この記録は、当時の貨物船の内情を克明に示す貴重な資料として扱われている。また帆船の運用に関する専門書としても評価され、イギリス海軍での教育にも使用された。

## 法律家として
デイナは2年間の航海後、ハーバード大学に復学した。デイナは法学大学院に進学し、法律を学んだ。デイナは1837年に大学院を修了し、間もなく弁護士として認可を受けた。デイナは海事法のエキスパートとして評判を上げ、平水夫の待遇改善に努めた。デイナは1841年に『The Seaman's Friend』を発表し、船乗りの法的権利や責務に関する標準的な参考書として評価された。
1848年、デイナは反奴隷を掲げる自由土地党の設立を支援し、奴隷廃止論者の第一人者となった。1859年、デイナはキューバを訪れ、続いてキューバ併合に関する論議を連邦上院で行った。デイナはハバナの市街地や砂糖プランテーション、闘牛場、教会、病院、学校、刑務所などを訪問した。デイナは後に、キューバでの旅行記を『To Cuba and Back』として出版した。
デイナは南北戦争期初頭の1861年に連邦地方検事に任ぜられた。デイナは連邦最高裁において、連邦政府による南部港湾の封鎖は正当なものであると述べ、その主張を認めさせた。デイナは1867年から1868年にかけてマサチューセッツ州議会で下院議員を務めた。また南部大統領ジェファーソン・デイヴィスの裁判の際、連邦政府の法律顧問を務めた。1876年、デイナは駐英公使に指名されたが、デイナの執筆した法律書に盗作疑惑が持ち上がり、上院により棄却された。

## 晩年
1882年1月6日、デイナはイタリアのローマにおいて、インフルエンザにより死去した。デイナの遺体はローマ市内のプロテスタント墓地（Protestant Cemetery, Rome）に埋葬された。

## 家族
デイナの父親はマサチューセッツ州ケンブリッジ出身の作家リチャード・ヘンリー・デイナ (Richard Henry Dana, 1787-1879)、母親はマサチューセッツ州タウントン（Taunton, Massachusetts）出身のルース・シャーロット・スミス (Ruth Charlotte Smith, 1787-1822)。ともに17世紀半ばにイングランドからマサチューセッツ植民地に入植した移民の子孫であった。
1841年8月25日、デイナはコネチカット州ハートフォードにおいて、コネチカット州ウィンザーの出身の商人の娘サラ・ワトソン (Sarah Watson, 1814-1907) と結婚した。2人の間には以下の子供が生まれた。
1. サラ・ワトソン・デイナ (Sarah Watson Dana, 1842-1902)
2. ルース・シャーロット・デイナ (Ruth Charlotte Dana, 1844-1903)
3. エリザベス・エラリー・デイナ (Elizabeth Ellery Dana, 1846-1939)
4. メアリー・ロザモンド・デイナ (Mary Rosamond Dana, 1848-1937)
5. リチャード・ヘンリー・デイナ (Richard Henry Dana, 1851-1931)
6. アンジェラ・ヘンリエッタ・チャニング・デイナ (Angela Henrietta Channing Dana, 1857-1928)